# Sayalonga
Sayalonga là một đô thị trong tỉnh Málaga, cộng đồng tự trị Andalusia Tây Ban Nha. Đô thị này có diện tích là 18,3 ki-lô-mét vuông, dân số năm 2009 là 1564 người với mật độ 85,46 người/km². Đô thị này có cự ly 30 km so với tỉnh lỵ Málaga.